# 한지이
한지이(1992년 7월 1일 ~ )은 대한민국 연합뉴스TV의 기자이다. 고등학교 시절 계간 시작으로 등단하며, 이화여대 시절 전국대학협의회 회장 상임이사를 역임했다.

## 학력
- 2007년 ~ 2008년 : 이화여자고등학교
- 2008년 ~ 2009년 : 안양예술고등학교
- 2010년 ~ 2014년 : 이화여자대학교 정치외교학과 학사(국어국문학과 복수전공 및 부전공)(2010학번)

## 경력
- 2009년 : 계간 <시> 등단
- 2012년 ~ 2014년 : 전국대학협의회 회장, 상임이사
- 2014년 ~ : 연합뉴스TV 기자

## 수상 경력
- 2012 제26회 월드미스유니버시티 한국대회 커뮤니케이션상
- 2012 대한민국 청소년대상 교육봉사대상
- 2009 대한민국 인재상 대통령상
- 2009 제17회 대산청소년문학상 은상
- 2009 제1회 겨레얼살리기 문화관광부 장관상
- 2009 제2회 서울시 청소년 문학대상
- 2009 제9회 농어촌문학상 농림수산부 장관상
- 2009 세계일보 NIE기사작성문 대회 은상
- 2009 제49회 마산 3.15기념 백일장 장원
- 2009 제9회 전국 청소년 호수예술제 대상
- 2009 제8회 전국 학생,일반 백일장 환경부 장관상
- 2009 제2회 전국 청소년 영어말하기 대회 대상
- 2008 100주년 김유정 백일장 대상
- 2008 제10회 한양대 시 이어짓기 백일장 장원